# Eusarcus guimaraensi
Eusarcus guimaraensi is een hooiwagen uit de familie Gonyleptidae.